# العلاقات البولندية البيروية
العلاقات البولندية البيروفية هي العلاقات الثنائية التي تجمع بين بولندا وبيرو.

## مقارنة بين البلدين
هذه مقارنة عامة ومرجعية للدولتين:
| وجه المقارنة                                              | بولندا                                                                             | بيرو                                   |
| --------------------------------------------------------- | ---------------------------------------------------------------------------------- | -------------------------------------- |
| المساحة (كم2)                                             | 312.68 ألف                                                                         | 1.29 مليون                             |
| عدد السكان (نسمة)                                         | 38.43 مليون                                                                        | 32.16 مليون                            |
| الكثافة السكانية (ن./كم²)                                 | 122.91                                                                             | 24.93                                  |
| العاصمة                                                   | وارسو                                                                              | ليما                                   |
| اللغة الرسمية                                             | اللغة البولندية                                                                    | اللغة الإسبانية، اللغة الأيمرية، كتشوا |
| العملة                                                    | زلوتي بولندي                                                                       | سول بيروفي جديد                        |
| الناتج المحلي الإجمالي (بليون دولار)                      | 524.51 مليار                                                                       | 211.39 مليار                           |
| الناتج المحلي الإجمالي (تعادل القوة الشرائية) بليون دولار | 1.02 تريليون                                                                       | 393.13 مليار                           |
| الناتج المحلي الإجمالي الاسمي للفرد دولار أمريكي          | 12.55 ألف                                                                          | 6.03 ألف                               |
| الناتج المحلي الإجمالي للفرد دولار أمريكي                 | 26.14 ألف                                                                          | 11.99 ألف                              |
| مؤشر التنمية البشرية                                      | 0.843                                                                              | 0.740                                  |
| رمز المكالمات الدولي                                      | +48                                                                                | +51                                    |
| رمز الإنترنت                                              | .pl                                                                                | .pe                                    |
| المنطقة الزمنية                                           | توقيت وسط أوروبا، ت ع م+01:00، ت ع م+02:00، أوروبا/وارسو ‏، توقيت وسط أوروبا الصيفي | توقيت بيرو، 00                         |

## مدن متوأمة
في ما يلي قائمة باتفاقيات التوأمة بين مدن بولندية وبيروفية:
- ترتبط كراكوف مع كوسكو باتفاقية توأمة منذ 1991.[13][14][15][13]

## منظمات دولية مشتركة
يشترك البلدان في عضوية مجموعة من المنظمات الدولية، منها:
| علم المنظمة | اسم المنظمة                        | تاريخ انضمام بولندا | تاريخ انضمام بيرو |
| ----------- | ---------------------------------- | ------------------- | ----------------- |
|             | وكالة ضمان الاستثمار متعدد الأطراف | 29 يونيو 1990       | 2 ديسمبر 1991     |
|             | منظمة الشرطة الجنائية الدولية      | ?                   | ?                 |
|             | منظمة حظر الأسلحة الكيميائية       | ?                   | ?                 |
|             | منظمة التجارة العالمية             | 1 يوليو 1995        | ?                 |
|             | الفريق المعني برصد الأرض           | ?                   | ?                 |
|             | الأمم المتحدة                      | 24 أكتوبر 1945      | 31 أكتوبر 1945    |
|             | مؤسسة التمويل الدولية              | 29 ديسمبر 1987      | 20 يوليو 1956     |
|             | يونسكو                             | 6 نوفمبر 1946       | 21 نوفمبر 1946    |
|             | مؤسسة التنمية الدولية              | 28 أكتوبر 1960      | 30 أغسطس 1961     |
|             | البنك الدولي للإنشاء والتعمير      | 27 يونيو 1986       | 31 ديسمبر 1945    |
|             | المنظمة الهيدروغرافية الدولية      | ?                   | ?                 |
|             | الاتحاد البريدي العالمي            | 1 مايو 1919         | ?                 |
|             | الاتحاد الدولي للاتصالات           | 1921                | 12 يوليو 1915     |

## أعلام
هذه قائمة لبعض الشخصيات التي تربطها علاقات بالبلدين:
- أوفيليا مونتيسكو (ممثلة بيروفية، 10 سبتمبر 1936 – 16 يونيو 1983)
- خافيير بيريز دي كوييار (أمين عام سابق للأمم المتحدة، 19 يناير 1920[22] – )

## وصلات خارجية
- موقع وزارة الخارجية البولندية
- موقع وزارة الخارجية البيروفية